# Bataille de Vau-de-Pembe

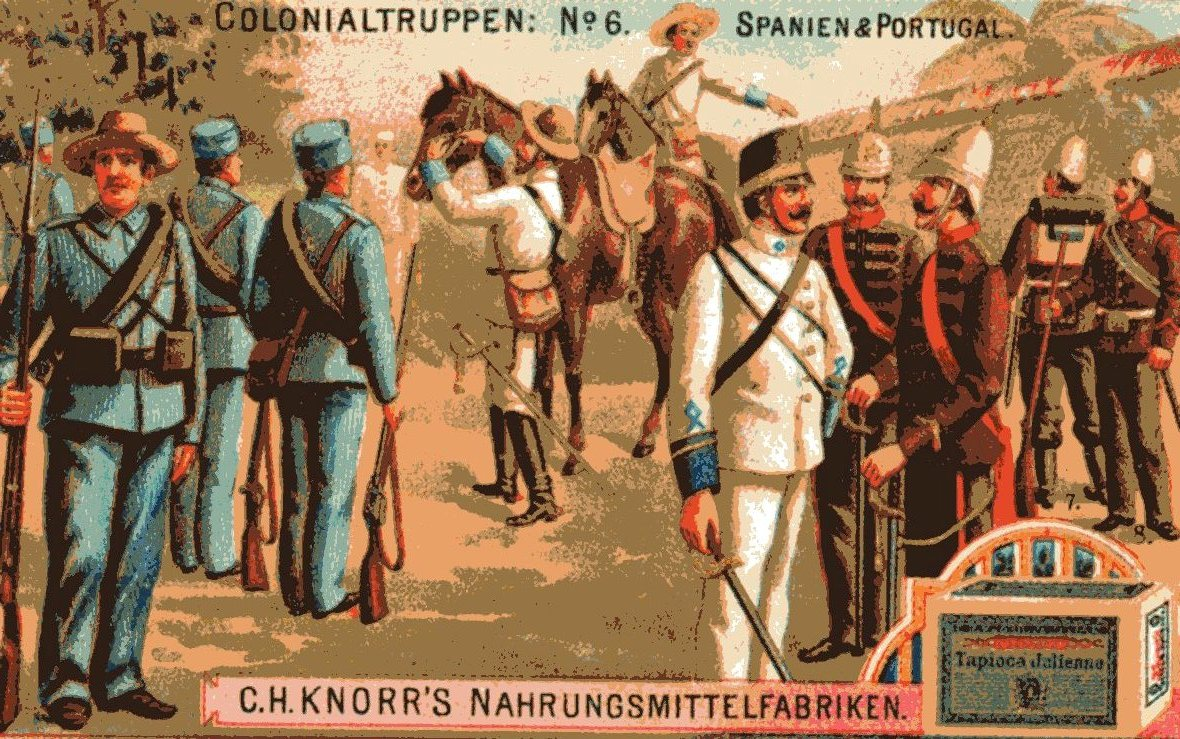
Troupes coloniales espagnoles et portugaises (ca. 1900).

Le 25 septembre 1904, le roi des Cuamato, Tchetekelo, anéantit une colonne portugaise, au Vau-de Pembe, dans la province de Cunene, dans le Sud-Angola. Près de 250 soldats portugais et africains perdent la vie dans cette déroute.
Cette bataille des guerres coloniales fait partie des grandes victoires africaines remportées sur une puissance européenne, au même titre qu’Isandhlwana, remportée par les Zoulous sur les Britanniques en 1879, ou celle d’Adoua remportée par les Abyssins sur les Italiens en 1896.